# Wilczy szlak
Wilczy szlak – znakowany szlak konny prowadzący przez tereny województwa wielkopolskiego i lubuskiego.

## Przebieg i charakterystyka
Szlak jest najdłuższą konną trasą transregionalną w Europie, liczącą – w zależności od źródła – 220 lub ponad 240 km. Szlak prowadzi ze Stęszewka w pobliżu Poznania do Lubniewic koło Gorzowa Wlkp. Przechodzi m.in. przez Puszczę Zielonkę, Puszczę Notecką, Pszczewski Park Krajobrazowy i Pojezierze Międzychodzko-Sierakowskie. Wytyczony i opisany w przewodniku przez Stowarzyszenie Promocji Turystyki Konnej i Alternatywnej "Traper".

## Miejscowości i atrakcje na trasie
- Stęszewko – początek/koniec,

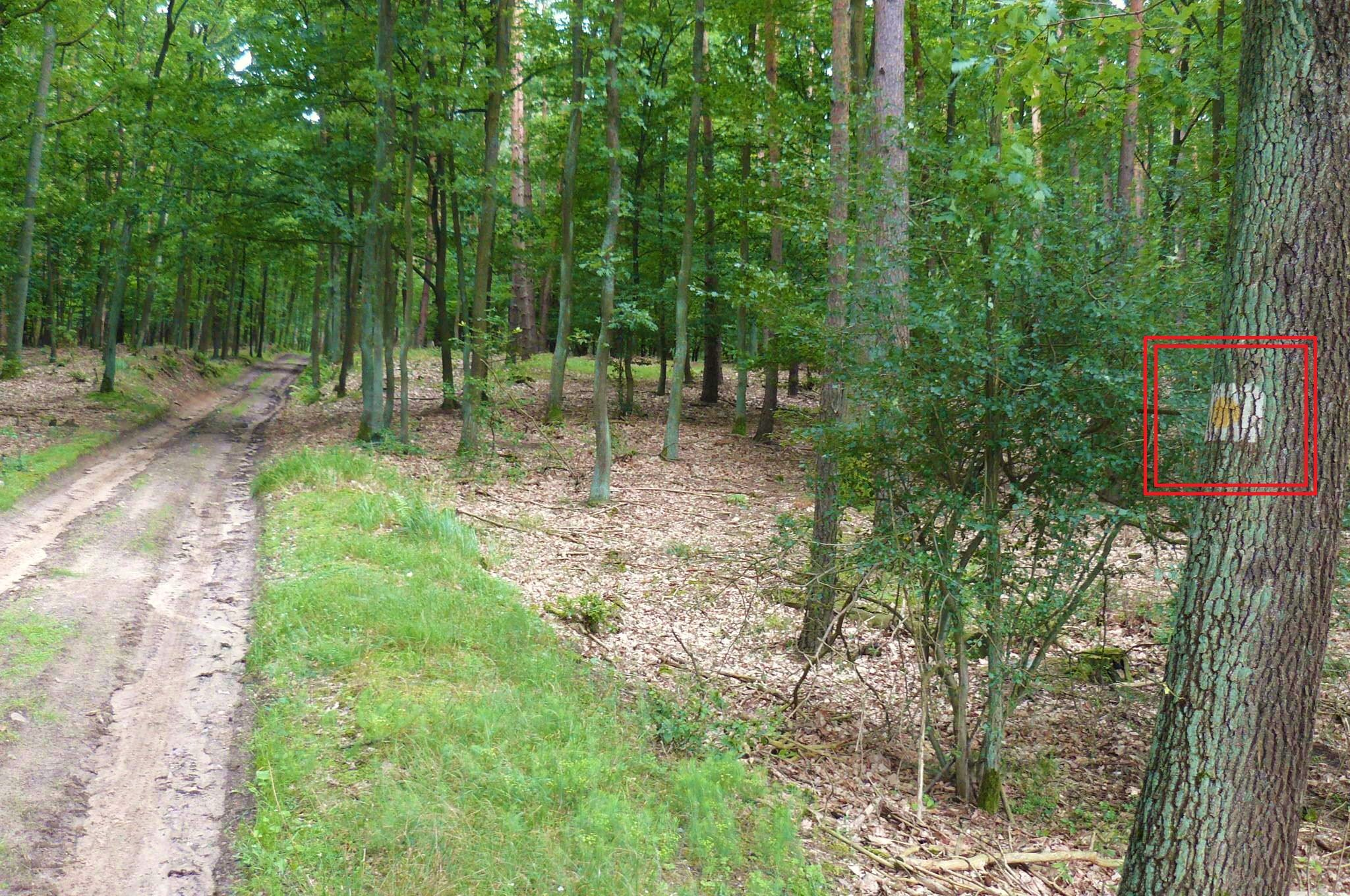
Wilczy szlak w Puszczy Zielonce, nieopodal Zielonki (po prawej widoczne oznaczenie)

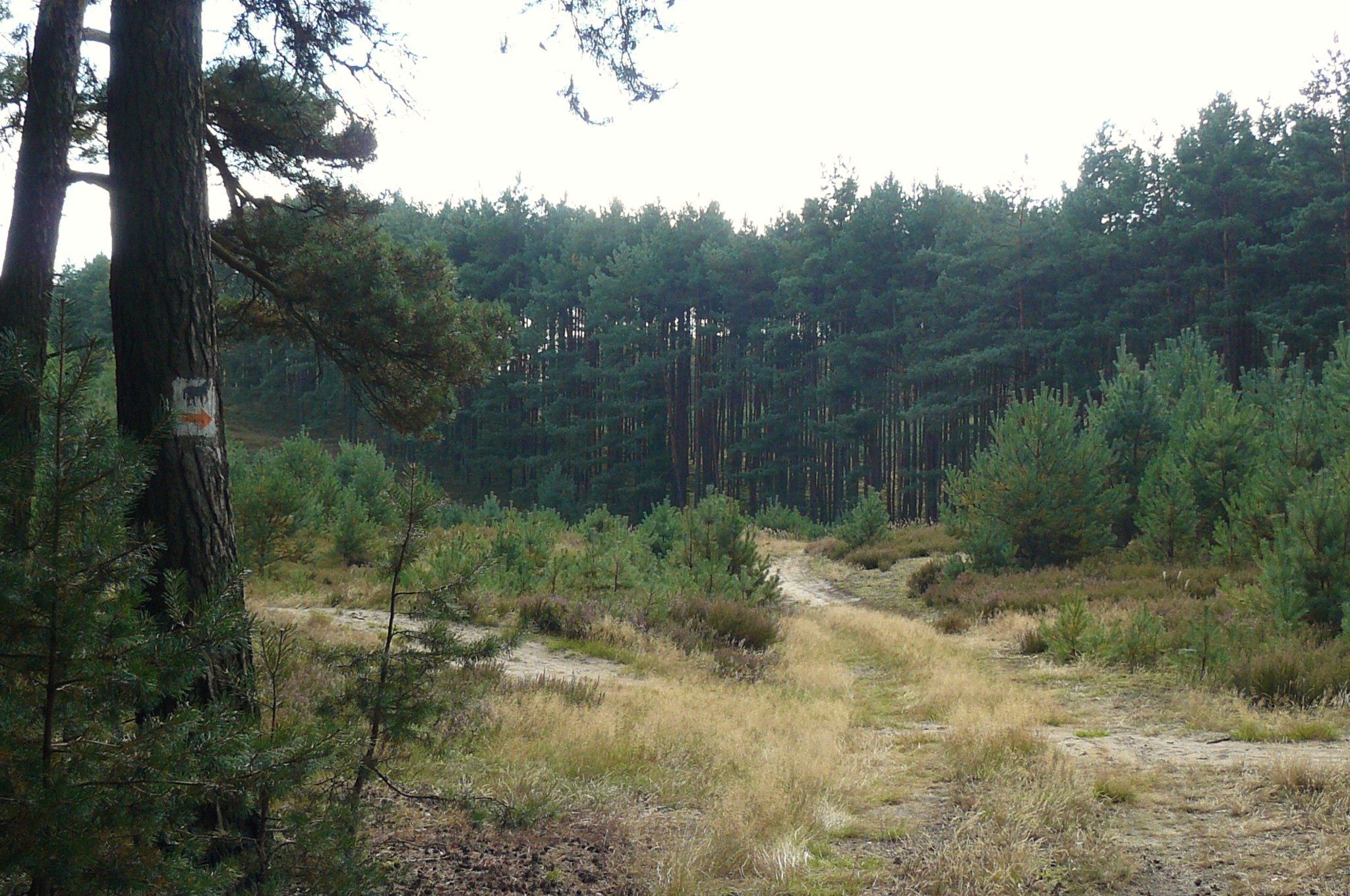
Wrzosowe wydmy w Puszczy Noteckiej

- rezerwat przyrody Klasztorne Modrzewie koło Dąbrówki Kościelnej,
- Głęboczek,
- Białęgi,
- Starczanowo i rezerwat przyrody Śnieżycowy Jar,
- brzegi rzeki Warty,
- rezerwat przyrody Bagno Chlebowo,
- Łukowo,
- groby ofiar zbrodni niemieckich pod Rożnowicami,
- Drewniana Górka,
- Kanał Kończak,
- Klempicz,
- Góra Huberta,
- Miedziane Góry z wrzosowiskami,
- Bucharzewo (Chata Zbójców),
- Sieraków,
- Prusim,
- Kamionna,
- Łowyń,
- Stołuń,
- Kalsko,
- Głębokie Międzyrzeckie (stacja kolejowa),
- jezioro Głębokie,
- Chycina,
- Sokola Dąbrowa,
- Lubniewice – koniec/początek.

Osoby uprawiające turystykę konną mają możliwość skorzystania z różnego typu ofert noclegowych na szlaku: od agroturystyki i pól biwakowych, po hotele.